# Estirge

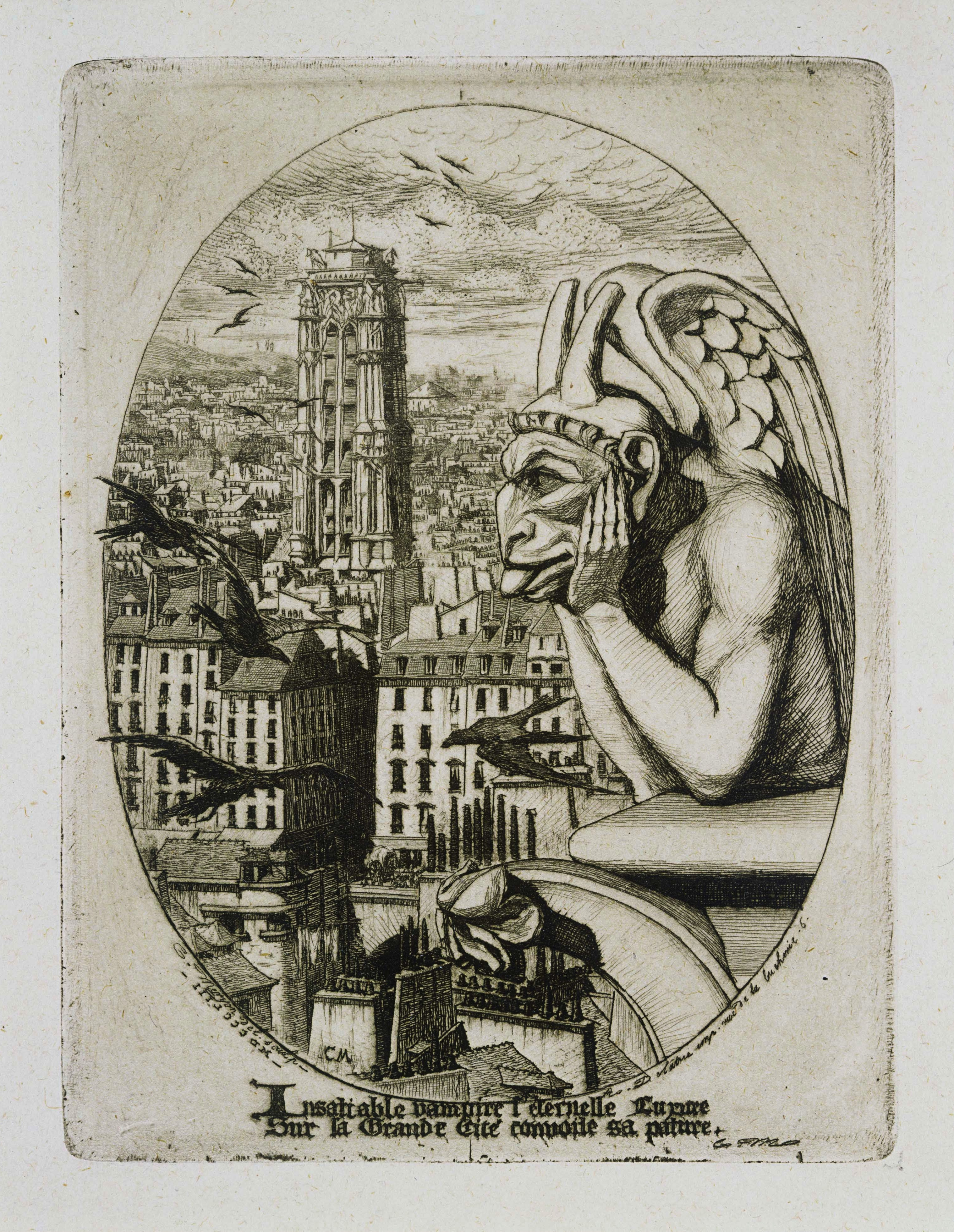
La estirge (1853), de Charles Meryon, Colección Phillips, Washington D. C.

La estirge es un ser volador de la mitología clásica que succiona la sangre para poder sobrevivir. Proviene esta palabra del griego antiguo στρίγξ (strígx), vía el latín striges, ya empleado por Ovidio en sus Fastos.  Este ser tiene forma de pájaro con alas parecidas a las de un murciélago y los ojos amarillos, cuatro patas con las que se agarra a sus víctimas y un pico alargado con el que succiona la sangre. Compárese a las estirges con los strigoi rumanos y las shtrigas albanesas, criaturas emparentadas folclóricamente y etimológicamente.
Dice la leyenda que, a no ser que se mate a la estirge, cuando ataca es casi imposible que se despegue del cuerpo de su víctima hasta que termine de succionarle la sangre, y quienes son atacados por ella mueren rápidamente. Las estirges tienen muy buena vista y un buen olfato, por eso les es fácil detectar gente a la que atacar.

Cuando termina con su víctima, la estirge duerme durante días con un sueño muy profundo; este momento lo aprovechan los cazadores para atacarlas.
«Hay unos pájaros voraces, que tienen una cabeza grande, ojos fijos, picos aptos para la rapiña, las plumas blancas y anzuelos por uñas. Vuelan de noche y atacan a los niños, desamparados de  nodriza, y maltratan sus cuerpos, que desgarran en la cuna. Dicen que desgarran con el pico las  vísceras de quien todavía es lactante y tienen las fauces llenas de la sangre que beben. Su nombre  es estirges (striges); pero la razón de este nombre es que acostumbra a graznar (stridere) de noche en forma escalofriante. Así pues, tanto si estos pájaros nacen, como si los engendra el encantamiento y son viejas brujas que un maleficio marso transforma en pájaros, llegaron a meterse en la habitación de Proca. Este, que había nacido en dicha habitación, era con sus cinco años de edad un botín fresco para los pájaros, que chuparon el pecho del niño con sus lenguas voraces; el desgraciado muchacho daba vagidos y pedía socorro».

## Otros usos
• Carlos Linneo usó la versión griega de la palabra estirge para agrupar las lechuzas en el género Strix.

• En 2020, Synspective lanzó el satélite StriX-α, cuyo nombre se origina en la versión griega de estirge.